# Bräda
För andra betydelser, se Bräda (olika betydelser).

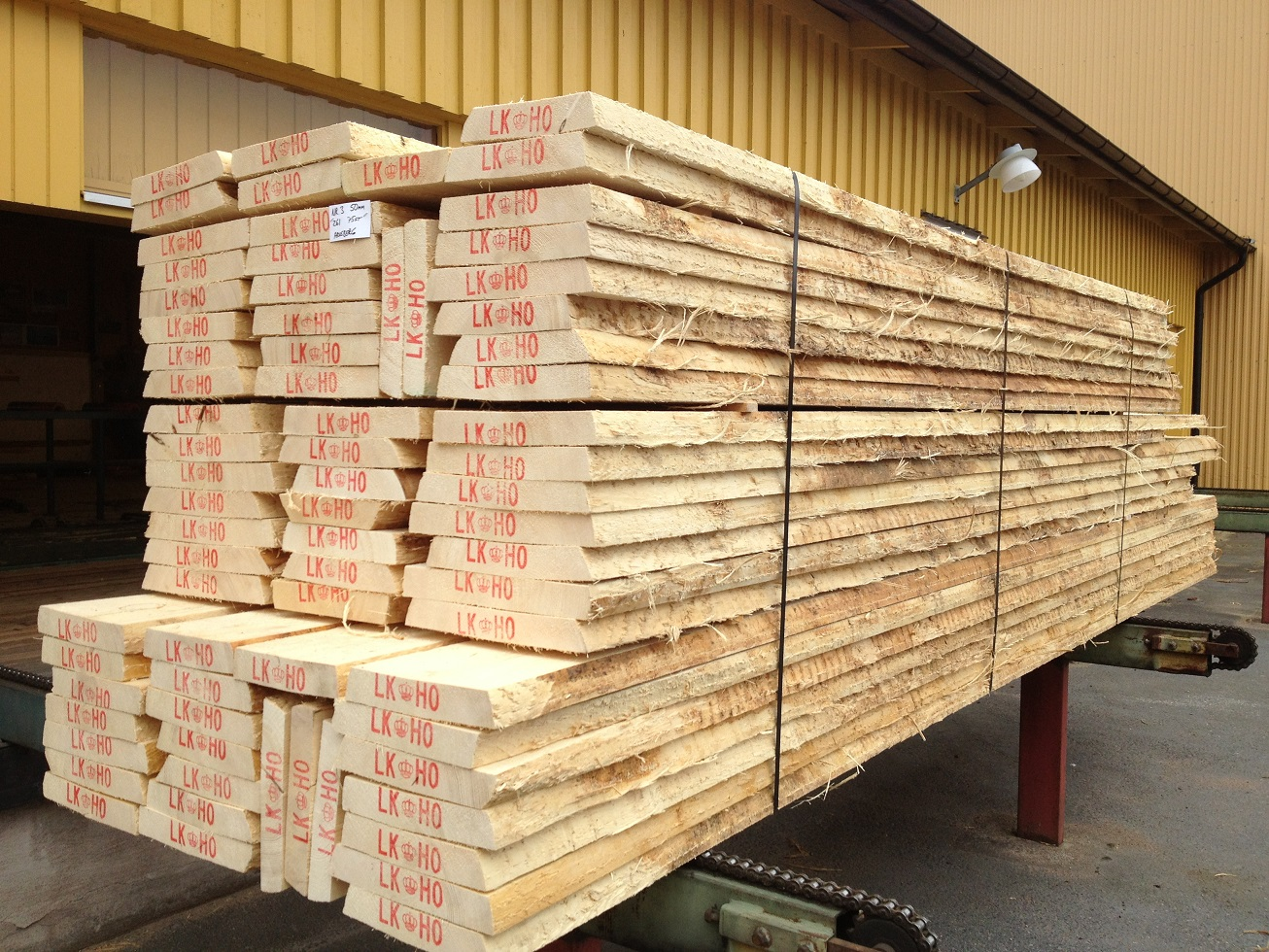
Plank färdiga för leverans.

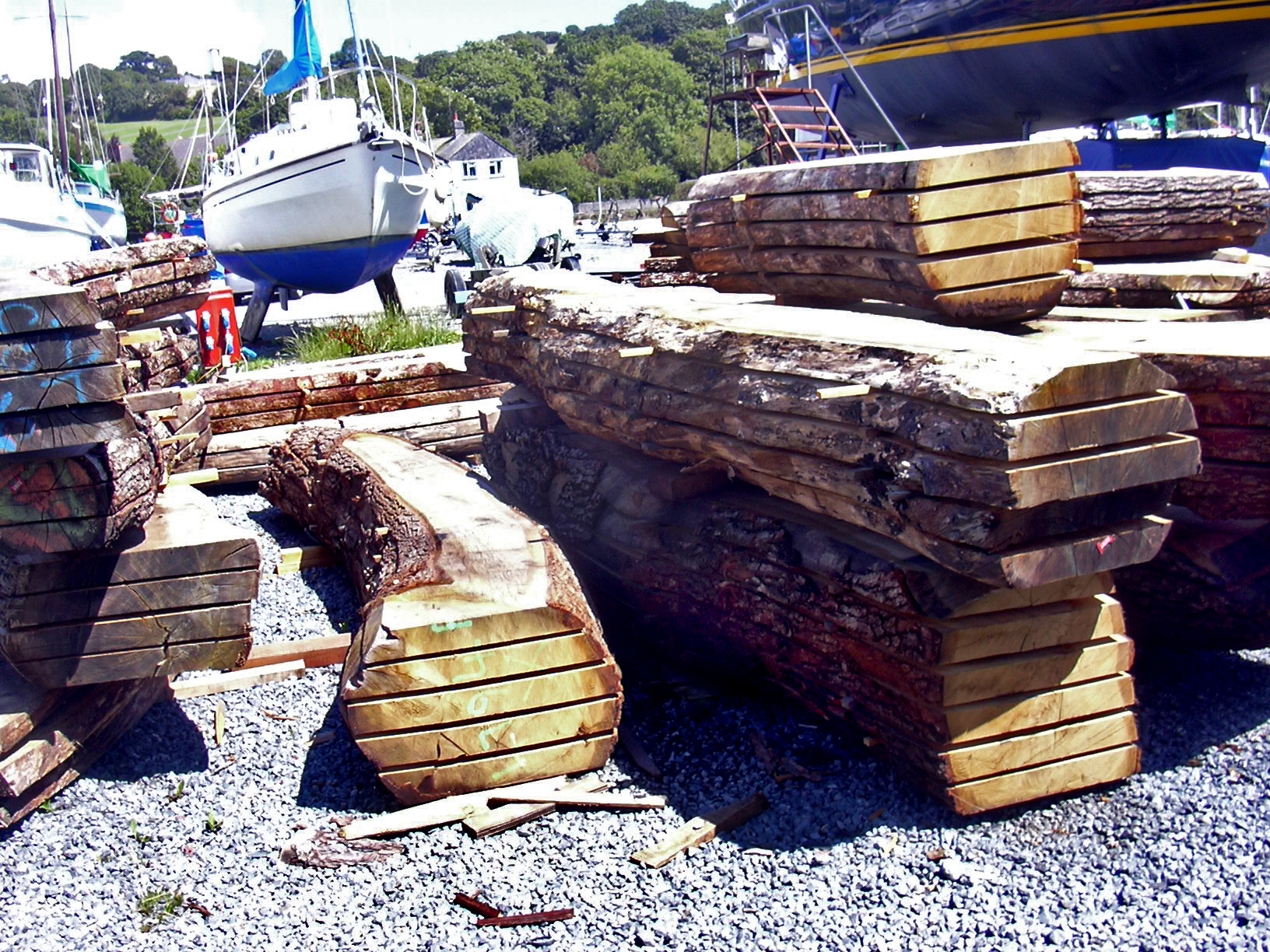
Uppsågade trästockar som ska bli brädor.

En bräda (antingen brädor och bräder i plural) är ett stycke sågat trävirke som är tunnare än reglar och plankor och bredare än läkter. Gränserna mellan benämningarna är i praktiken inte klart avgränsade. De varierar mellan olika bygg- och trävaruhandlare och lokalt över landet. TräGuiden anger 28 mm som det största standardmåttet för bräders grovlek; vid 33/34 mm talar man om reglar och plankor. Man anger 70 mm som lägsta standardmått för bredd; vid 45 mm talar man om läkt.

## Galleri

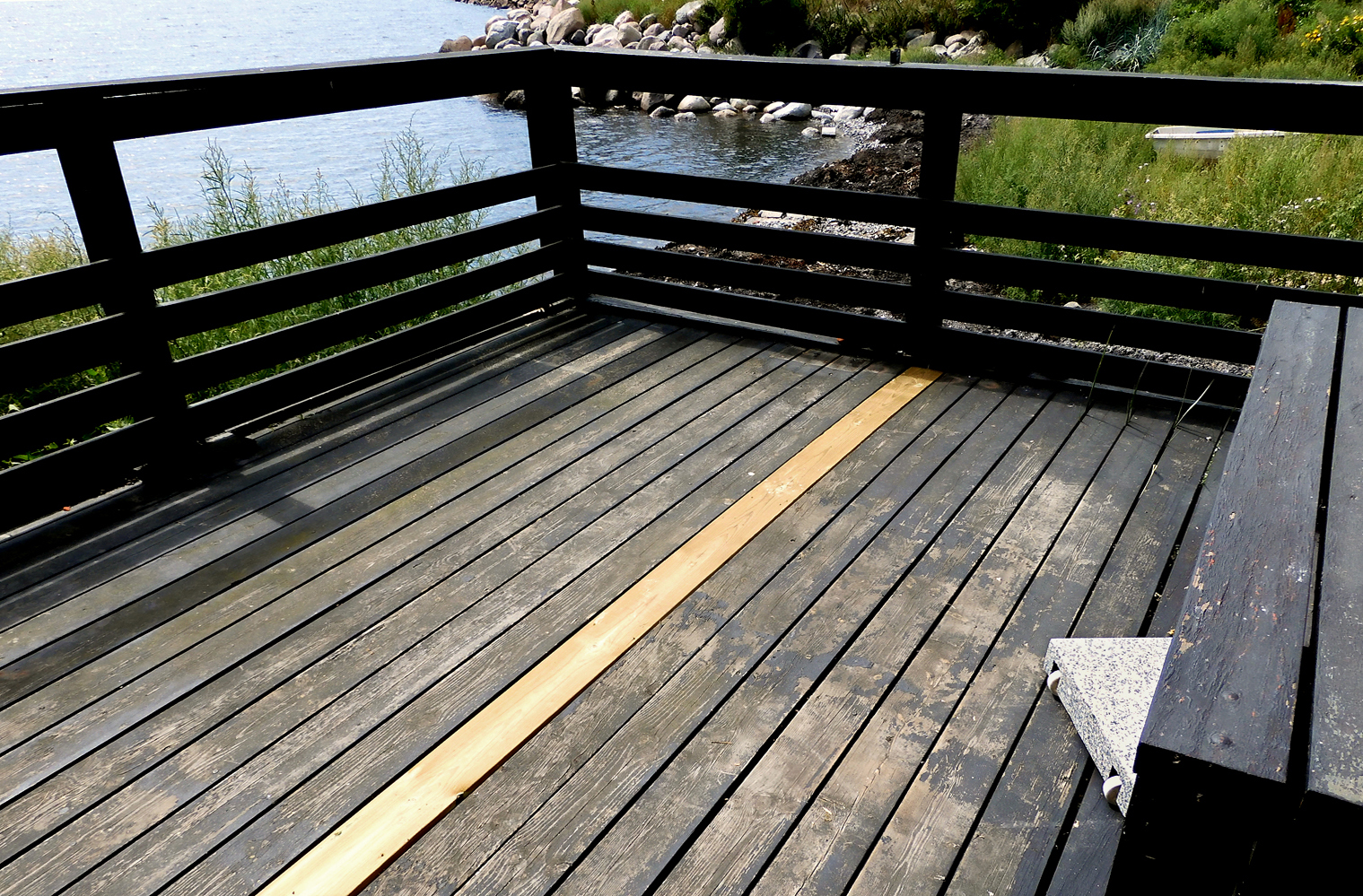
En ny bräda på ett trädäck till en Sjöbod.